# Вознюк Лариса Миколаївна
Лариса Миколаївна Вознюк (нар. 16 серпня 1945) — українська радянська діячка, секретар Львівського обкому КПУ, генеральний директор Львівського виробничого текстильно-галантерейного об'єднання «Юність». Депутат Львівської обласної ради народних депутатів.

## Біографія
Освіта вища. Член КПРС.
До липня 1986 року — генеральний директор Львівського виробничого текстильно-галантерейного об'єднання «Юність».
19 липня 1986 — 18 серпня 1990 року — секретар Львівського обласного комітету КПУ з питань соціально-економічному розвитку.
28 грудня 1989 року увільнена від обов'язків члена бюро Львівського обласного комітету КПУ «у зв'язку з вибуттям на навчання в Академію суспільних наук при ЦК КПРС» у Москві. 18 серпня 1990 року увільнена від обов'язків секретаря Львівського обкому КПУ «у зв'язку з переходом на іншу роботу».
Потім — на пенсії в місті Львові.

## Нагороди
- ордени
- медалі